# El planeta de los simios (franquicia)
El planeta de los simios (en inglés: Planet of the Apes) es una franquicia de medios de ciencia ficción que consta de películas, libros, series de televisión, cómics y otros medios sobre un mundo en el que humanos y simios inteligentes se enfrentan por el control. La franquicia se basa en la novela La Planète des singes de 1963 del autor francés Pierre Boulle, traducida al español como El planeta de los simios. Su adaptación cinematográfica de 1968, El planeta de los simios, fue un éxito comercial y de crítica que dio inicio a una serie de secuelas, vínculos y trabajos derivados. Arthur P. Jacobs produjo las primeras cinco películas a través de APJAC Productions, para la distribuidora 20th Century Fox; desde su muerte, en 1973, Fox ha controlado la franquicia.
Cuatro secuelas siguieron a la película original de 1970 a 1973: Regreso al planeta de los simios, Huida del planeta de los simios, La rebelión de los simios y La conquista del Planeta de los Simios. No se acercaron a la aclamación de la crítica del original, pero tuvieron éxito comercial, generando dos series de televisión en 1974 y 1975. Los planes para una nueva versión de la película se estancaron en el «infierno del desarrollo» durante más de diez años antes de que se lanzara El Planeta de los Simios, de Tim Burton, en 2001. Una serie de películas de reinicio comenzó en 2011 con El origen del Planeta de los Simios, que fue seguida por El amanecer del Planeta de los Simios, en 2014, La guerra del Planeta de los Simios, en 2017, y El reino del planeta de los simios, en 2024. Las películas han recaudado un total de más de 2000 millones de dólares en todo el mundo, frente a un presupuesto combinado de 567.5 millones de dólares. Junto con otras narrativas en varios medios, los vínculos de la franquicia incluyen videojuegos, juguetes y paseos en parques temáticos planificados.
El planeta de los simios ha recibido especial atención entre los críticos de cine por su tratamiento de los problemas raciales. Los analistas de cine y cultura también han explorado sus temas de la Guerra Fría y los derechos de los animales. La serie ha influido en películas, medios y arte posteriores, así como en la cultura popular y el discurso político.

## Trasfondo
Las primeras cinco películas producidas desde el año 1968 al 1973, fueron producidas por Arthur P. Jacobs, basadas en la novela de Boulle. Estas cuentan la caída de la raza humana y la ascensión de una raza de simios inteligentes a través de los puntos de vista de los astronautas George Taylor (Charlton Heston) y John Brent (James Franciscus), la simio Zira (Kim Hunter) y el simio Cornelius (Roddy McDowall) y su hijo César (también interpretado por McDowall). El primer film fue escrito en conjunto con Rod Serling, creador de The Twilight Zone y Night Gallery.
Esta fue seguida por dos series de televisión en la década de 1970. La serie de televisión en imagen real titulada El planeta de los simios tiene lugar aproximadamente 900 años antes que la película original y muestra una civilización en la que los simios son la especie dominante. La segunda serie es una serie animada de 1975: Regreso al planeta de los simios. Dirigida por Doug Wildey, esta serie animada es independiente del marco histórico de las películas.
En el 2001 se produjo la película El planeta de los simios que es un remake de la película original de 1968. Fue dirigida por Tim Burton, la película fue una nueva interpretación de la novela de Boulle, con nuevos efectos visuales y maquillaje de los simios. A esta versión en particular, se la ha criticado negativamente.
En el 2011, 20th Century Fox produjo un reinicio de la serie original, llamada Rise of the Planet of the Apes, dirigida por Rupert Wyatt. El reparto tiene a James Franco y cuenta la historia de una rebelión de simios en la Tierra, liderado por un chimpancé alterado genéticamente llamado César, interpretado por Andy Serkis. Su objetivo es ser la primera de una nueva serie de películas. La secuela, Dawn of the Planet of the Apes, fue lanzada el 23 de mayo de 2014, con Matt Reeves en la dirección y Serkis repitió su papel como César. La tercera parte de la trilogía, War for the planet of the Apes, fue estrenada el 14 de julio de 2017, con Matt Reeves repitiendo como director y Andy Serkis repitiendo como César. Una cuarta parte, El reino del planeta de los simios, ambientada 300 años después de la anterior y dirigida por Wes Ball, fue estrenada el 10 de mayo de 2024.

## Películas
| Película                           | Fecha de estreno     | Rating | Recaudación   | Presupuesto | Franquicia     |
| ---------------------------------- | -------------------- | ------ | ------------- | ----------- | -------------- |
| Planet of the Apes                 | 8 de febrero de 1968 | 87%    | 32 589 624 $  | 5 400 000 $ | Serie original |
| Beneath the Planet of the Apes     | 27 de mayo de 1970   | 37%    | 18 999 718 $  | 3 000 000 $ | Serie original |
| Escape from the Planet of the Apes | 21 de mayo de 1971   | 76%    | 12 348 905 $  | 2 500 000 $ | Serie original |
| Conquest of the Planet of the Apes | 29 de junio de 1972  | 44%    | 9 700 000 $   | 1 700 000 $ | Serie original |
| Battle for the Planet of the Apes  | 15 de junio de 1973  | 38%    | 8 844 595 $   | 1 800 000 $ | Serie original |
| Planet of the Apes                 | 27 de julio de 2001  | 45%    | 362 211 740 $ | 100 000 $   | Remake         |
| Rise of the Planet of the Apes     | 5 de agosto de 2011  | 83%    | 481 800 873 $ | 93 000 $    | Reinicio       |
| Dawn of the Planet of the Apes     | 23 de mayo de 2014   | 91%    | 707 400 000 $ | 170 000 $   | Reinicio       |
| War for the Planet of the Apes     | 13 de julio de 2017  | 94%    | 490 719 763 $ | 150 000 $   | Reinicio       |
| Kingdom of the Planet of the Apes  | 10 de mayo de 2024   | 80%    | 397 014 303 $ | -           | Reinicio       |

## Películas para televisión
| Película                                                                                        | Fecha de estreno        |
| ----------------------------------------------------------------------------------------------- | ----------------------- |
| Regreso al planeta de los simios (Back to the Planet of the Apes)                               | 20 de diciembre de 1980 |
| Ciudad olvidada del planeta de los simios (Forgotten City of the Planet of the Apes)            | 20 de diciembre de 1980 |
| Traición y avaricia en el planeta de los simios (Treachery and Greed on the Planet of the Apes) | 20 de diciembre de 1980 |
| La vida en el planeta de los simios (Life, Liberty and Pursuit on the Planet of the Apes)       | 20 de diciembre de 1980 |
| Adiós al planeta de los simios (Farewell to the Planet of the Apes)                             | 20 de diciembre de 1980 |

## Televisión
- El planeta de los simios (1974)
- Regreso al planeta de los simios (1975)

## Libros y cómics
- El planeta de los simios,[22] (La Planète des singes) de Pierre Boulle, 1963.
- Planet of the Apes: The Fall: novela escrita por William T. Quick y publicada el año 2002.[23]
- Conspiracy of the Planet of the Apes: novela ilustrada escrita por Andrew E. C. Gaska y publicada el año 2011.[24]
- Timeline of the Planet of the Apes: Libro ilustrado escrito por Rich Handley, Hasslein Books, New York, año 2008, 303 pág., ISBN 9780615253923 061525392X.[25]
- Cómics de El planeta de los simios.
- Conquest of the Planet of the Apes de John Jakes.

## Elementos externos

### Icarus
Icarus es el nombre dado por los seguidores a la nave espacial en la película El planeta de los simios (1968), diseñado por el director de arte William Creber. Otras naves espaciales similares, pero con diferentes puertas e interiores aparecen en Regreso al planeta de los simios (1970), Huida del planeta de los simios (1971), y el primer episodio de la serie de televisión El planeta de los simios (1974). También la nave hace un cameo a través en una escena de noticias Rise of the Planet of the Apes (2011). Aunque sin nombre oficial en las películas y en los guiones, el nombre de Icarus fue dado por un fan llamado Larry Evans en 1972, y fue utilizado por algunas empresas de juguetes y más tarde en la miniserie de Mr. Comics Revolution on the Planet of the Apes, sin embargo, ninguna de ellas puede ser considerada como «oficial». Evans nombró a la nave en homenaje al héroe griego Ícaro.

### Zona Prohibida (Forbidden Zone)
La Zona Prohibida, en la serie de películas, es un sector estéril, sin vida y que está declarada como fuera de los límites de los simios. Aunque la mayoría de los monos no saben las razones exactas por las que se prohíbe ir a dicha zona, por lo general se entiende que es un área habilitada solo para los humanos, para los fugitivos y para los «tontos». Según los pergaminos secretos disponibles sólo para los orangutanes más viejos, la Zona Prohibida «fue una vez un paraíso» y los seres humanos «lo hicieron un desierto», como resultado de una guerra nuclear que se produce fuera de la pantalla entre las películas La rebelión de los simios y La batalla por el planeta de los simios, sin embargo, para el resto de los simios, se les tiene prohibido su acceso, ya que así lo indicó un ancestro conocido como El Legislador, quien les prohibió acercarse allí. En las dos primeras películas, la «Zona Prohibida» se muestra como un conjunto de ruinas posapocalípticas de Nueva York, habitadas por humanos mutantes. En la serie de televisión, la «Zona Prohibida» es San Francisco en ruinas y deshabitada, sin mutantes.